# Bryan-Michael Cox
Bryan-Michael Cox (Miami, 1 de dezembro de 1977) é um compositor e produtor americano. Ele é conhecido pelo seu trabalho com artistas como Usher, Mariah Carey, Mary J. Blige e Toni Braxton. Entre as suas produções mais famosas estão "Be Without You", de Mary J. Blige, "Burn", "Confessions Part II" e "U Got It Bad", de Usher, e "Shake It Off", de Mariah Carey.
Em 2025, a Billboard colocou Cox no n.º 25 do seu top 25 dos produtores com mais canções número um na Billboard Hot 100 no período 2000-2024.